# Ariadna Gil
Ariadna Gil (* 23. ledna 1969 Barcelona) je španělská herečka. Filmovou kariéru zahájila v roce 1986 rolí ve filmu Lola režiséra Bigase Luna. Za svou roli ve filmu Belle Époque získala cenu Goya. Jejím manželem byl režisér David Trueba.

## Filmografie (výběr)
- Lola (1986)
- Nejzábavnější hra (1988)
- Miluji tvé lože (1992)
- Antártida (1995)
- Libertarias (1996)
- Krev andělů (1998)
- Ořechy na lásku (2000)
- Camera Obscura (2000)
- Soldados de Salamina (2003)
- Bez lidí (2005)
- Faunův labyrint (2006)
- Tanečnice a zloděj (2009)
- Værelse 304 (2011)
- The Boy Who Smells Like Fish (2012)
- Sola contigo (2012)
- Vivir es fácil con los ojos cerrados (2013)
- Murieron por encima de sus posibilidades (2014)
- L'altra frontera (2014)